# When the Ship Comes In
«When the Ship Comes In» es una canción escrita por el cantante estadounidense Bob Dylan y publicada en su álbum de 1964 The Times They Are A-Changin'.